# Susy Díaz
Susana Ivonne Díaz Díaz (Lima, 28 de septiembre de 1963), conocida como Susy Díaz, es una personalidad de la televisión peruana, cantante, compositora, secretaria, exvedette, exmodelo y expolítica que se desempeñó como congresista de la república en representación de Lima durante el periodo parlamentario 1995-2000. Participa activamente en la farándula peruana con programas de telerrealidad protagonizados por ella y se presenta regularmente en los programas de televisión de su país.

## Biografía
Susy Díaz nació un 28 de septiembre de 1963 y se educó en el distrito de Parcoy con su hermana Nelly, Salvador, Haydeé, Elinora, Hortensia, Romulo y Elena. Cursó la primaria en el Colegio Nacional Matellini de La Campiña de Chorrillos y la secundaria en la Gran Unidad Escolar Mercedes Indacochea de Barranco. Después de terminar su educación escolar, estudió secretariado ejecutivo.
En 1984 empezó a trabajar como secretaria en Panamericana Televisión sin embargo fue en 1986 cuando entró en el mundo del espectáculo como bailarina extra en el programa cómico Risas y salsa para la televisión peruana. Ese año ganó el título de Miss Modelo Escultural 1986, su participación más destacada en un concurso de belleza local. Posteriormente, estudió arte dramático en el Club de Teatro de Chile.
Durante la segunda mitad de la década de 1980, Susy Díaz formó parte de varios programas cómicos de la televisión peruana, pasando por Frecuencia Latina y América Televisión. Asimismo, a inicios de la década de 1990, fue conductora del programa musical Ritmo tropical para el canal público Radio Televisión Peruana.
Desde 1993 trabajó para diversos café teatros, como La gata caliente y Arlequín. Sin embargo, Díaz empezó a cobrar relevancia principalmente como vedette. Su vida personal, así como sus relaciones sentimentales y familiares, son expuestas casi siempre por Díaz en la prensa de espectáculos, que la ha mantenido como un personaje mediático. Inclusive en 1996 lanzó un diario inspirado en su propia imagen, La Chuchi.
En el año 1994, contrajo matrimonio con Percy Arévalo; estuvieron casados hasta 1998. En 2011 se casó en vivo en el programa Magaly TeVe con el cantante Andrés Miguel Olano Castro, más conocido como Andy V, del cual se divorció en 2015.
Además de dedicarse a la música de estilo pícaro, que incluye a la canción «Me ha rechazado mi corazón», ganó fama en componer frases motivacionales, entre ellas está la conocida «Vive la vida y no dejes que la vida te viva» en los años 1990. Esta última frase se utilizó en la promoción local de la película Dark Phoenix cuando la expresó en inglés, y también se presentó en la Pontificia Universidad Católica del Perú. Desde la década de 2010 Díaz se dedica también a componer dichos dedicados a celebridades, que son bautizados como «dietas».
En 2024, Susy tuvo una breve aparición en El gran chef famosos, popular programa de televisión peruano.
En 2025, Susy fue imagen de San Charbel Edificaciones, para la que presentó el concurso inspirado en El juego del calamar junto al periodista Fernando Llanos.

## Vida política
A inicios del año 1995, se incorporó al partido político Movimiento Independiente Agrario (MIA), fundado por Julio Chú Mériz, e hizo su campaña para postular al Congreso del Perú. Recibió la ayuda de Iris Samanamud, editora de espectáculos, quien le dio la idea de imitar a la italiana Cicciolina, pero en vez de mostrar los senos, exhibía su nalga izquierda con el 13, número asignado para elegirla en la cédula de sufragio. 
Recibió duras críticas de Augusto Vargas Alzamora, entonces arzobispo de Lima, por la manera de hacer propaganda política y por realizar programas de planificación familiar repartiendo preservativos en los lugares más populosos del país. Sin embargo, fue elegida congresista en el período 1995-2000 con 10 280 votos, siendo la única representante del Movimiento Independiente Agrario.

En su departamento del distrito de Miraflores, Susy Díaz, Iris Samanamud y la reportera Carla Chévez comenzaron a diseñar. Susy Díaz se bajó la falda y las pantis de coco y Carla delineó con lápiz labial rojo, el primer trece en la nalga derecha de la misma, el cual sería desde entonces su frente de campaña.
(periodista Claudia Victoria)

Cuando se conocieron los resultados, el cardenal Vargas Alzamora declaró que sentía vergüenza por el triunfo electoral, además afirmó que ella carecía de dignidad y era «muy escasa», tanto que no podría presentar leyes a favor de alguien. Ante esto la exvedete le replicó que como líder religioso «debe promover la unión en vez de la discordia»; asimismo lamentó que se la descalifique al decir que es una persona incapaz e ignorante, cuando ni siquiera ha comenzado a trabajar. Al referirse a su supuesta conducta inmoral y a su pasado dudoso, señalado también por el arzobispo, Susy Díaz respondió que existe gente que dice ser más culta y preparada que, sin embargo, ha utilizado el voto del pueblo sólo para beneficiarse ellos y no ha hecho nada por la gente.
Su desempeño político en cinco años en el Congreso, donde sufrió acoso sexual, se saldó con 30 proyectos de ley aprobados de 120 presentados, convirtiéndose en la parlamentaria con más iniciativas legislativas presentadas durante su gestión.

### Leyes más importantes
- Ley n.º 27309: Ley que incorpora los delitos informáticos al Código Penal peruano.[32]
- Ley n.º 27217: Ley que prorroga la exoneración del impuesto general a las ventas, del impuesto de promoción municipal y del impuesto a la renta a favor de los productores agrarios cuyas ventas anuales no superen las 50 unidades impositivas tributarias.[32]

### Controversias
En el año 2000 se le denunció por recibir dinero para realizar un viaje personal a Arica, a efectos de no asistir a la sesión del pleno que votaría el visto bueno legislativo sobre el Referéndum en contra de la ley de interpretación auténtica en 1998. En su descargo aseguró no haber recibido dinero de Víctor Joy Way ni de Vladimiro Montesinos, ni haber ido en dos oportunidades a la conocida «Sala del SIN». En 2007 se realizó una audiencia pública en presencia de Montesinos, la Quinta Sala Anticorrupción propuso ocho años de prisión.
Díaz fue sentenciada en 2009 a tres años de prisión suspendida por el delito de cohecho activo, ya que supuestamente recibió dinero de Vladimiro Montesinos; además fue condenada por solicitud de la Procuraduría a pagar una reparación civil de doscientos mil nuevos soles, los cuales pagó íntegramente.
En 2023, la deuda fue anulada: tras una década de investigaciones, la Fiscalía de la Nación no encontró la presencia de dinero recibido por la red de corrupción. A pesar de la recomendación de sus abogados, no demandó al Estado peruano por daños y perjuicios. Declaró en El Comercio que «no denuncié al Estado en ese momento, pero creo que sí debí hacerlo».
En el año 2024, la excongresista generó controversia al convertirse en imagen promocional de una consultora local que ofrecía servicios de redacción de tesis. Este servicio fue objeto de críticas debido a la falta de legitimidad al recurrir a terceros para redactar las tesis en lugar de que los estudiantes las realicen por sí mismos. La excongresista defendió su postura argumentando que «el estudiante puede buscar asesoría particular fuera de la universidad».

## Vida privada

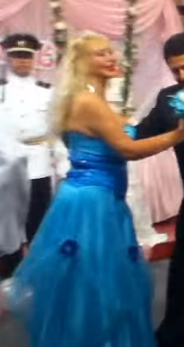
Susy Díaz en 2012

Susy inició una relación sentimental con el músico y compositor Augusto Polo Campos. Producto de esa relación en 1986 nació su hija, la personalidad de televisión Flor de María del Carmen Polo Díaz; más conocida como «Florcita» Polo. Gisela Valcárcel comentó en 2014 que la participación en la farándula de Florcita, junto a su madre, lo convirtió en «ícono, nos guste o no, de la televisión [...] y también un ejemplo para otras personas».

## Créditos

### Televisión
Participó a partir de 1984 en diversos programas de Panamericana Televisión. En los años noventa continuó en diferentes casas televisivas como América Televisión. Para los años 2010 protagonizó diversos programas de telerrealidad para Latina Televisión y ATV.
| Año        | Programa                          | Rol                           |
| ---------- | --------------------------------- | ----------------------------- |
| 1984       | Yo te mato Fortunato              | Extra                         |
| 1986       | Risas y salsa                     |                               |
| 1987-1988  | Requetetulio                      |                               |
| 1988-1989  | La máquina de la risa             |                               |
| 1989-1990  | El risódromo                      |                               |
| 1991-1992  | Ritmo tropical                    | Conductora                    |
| 1997-1999  | Risas de América                  |                               |
| 2012       | El cartel del humor               |                               |
| 2012       | La casa de los secretos           | Invitada                      |
| 2012, 2013 | El valor de la verdad             | Participante                  |
| 2012-2015  | Amor, amor, amor                  | Panelista                     |
| 2012       | Los días de Susy                  | Rol principal                 |
| 2014       | Los días de Susy: Perdidas en Río | Rol principal                 |
| 2015       | Un verano en Nueva York           | Rol principal                 |
| 2017       | VBQ: Todo por la fama             | Invitada                      |
| 2019       | Gisela busca...                   | Invitada y entrevistada       |
| 2019-2020  | El reventonazo de la chola        | Actriz cómica                 |
| 2023       | Beto a saber                      | Conductora de Los retrecheros |

### Teatro
- Susy y los candidatos de la risa (1995)
- La diputada erótica (1995)
- La diputada de la risa (1994)
- Luna de miel con Susy (1993)
- Susy y el ángel calibrador
- Susy y caligulín
- La caperucita rota
- Desnudas a domicilio
- El túnel de Pimpinella
- La mecedora
- El rey del salchichón
- El cartero llama dos veces
- Canción para mis canciones

### Cine
- Mi crimen al desnudo (2001)
- Vedettes al desnudo (2003)
- Una chica buena de la mala vida (2004)
- Sueño de un fan (2008)[50]
- 300 millas en búsqueda de mamá (2009)[51]
- Susy, una vedette en el Congreso (2023)

## Discografía
- Gozando con... Susy Díaz (2001)